# کاستلیری
کاستلیری (به ایتالیایی: Castelliri) یک کومونه در ایتالیا است که در استان فروزینونه واقع شده‌است.

## خصوصیات
کاستلیری ۱۵٫۵ کیلومترمربع مساحت و ۳٬۵۳۹ نفر جمعیت دارد و ۲۶۱ متر بالاتر از سطح دریا واقع شده‌است.